# 72.ª Divisão de Infantaria (Alemanha)
A 72ª Divisão de Infantaria (em alemão: 72. Infanterie-Division) foi uma divisão da Alemanha durante a Segunda Guerra Mundial, criada em 19 de Setembro de 1939 a partir da Grenz-Division Trier era apelidada de Gelb-Kreuz (cruz amarela).
Após sair do Bolsão de Cherkassy em Fevereiro de 1944, recuou para a Polônia, reformada em Março de 1944 para fazer parte da 24ª Onda (em alemão: 24. Welle) a partir da Schatten-Division Generalgouvernement.
Reformulada após sofrer pesadas baixas na cabeça-de-ponte de Baronow no rio Vístula, a divisão se rendeu para o Exército Vermelho em Maio de 1945 na região de Erzgebirge, na Tchecoslováquia.

## Comandantes
| Comandante                               | Data                                               |
| ---------------------------------------- | -------------------------------------------------- |
| General der Infanterie Franz Mattenklott | (1 de Setembro de 1939 - 25 de Julho de 1940)      |
| General der Infanterie Helge Auleb       | (25 de Julho de 1940 - 4 de Setembro de 1940)      |
| General der Infanterie Franz Mattenklott | (4 de Setembro de 1940 - 6 de Novembro de 1940)    |
| Generalleutnant Philipp Müller-Gebhard   | (6 de Novembro de 1940 - 10 de Julho de 1942)      |
| Generalmajor Curt Souchay                | (10 de Julho de 1942 - 24 de Novembro de 1942)     |
| Generalleutnant Philipp Müller-Gebhard   | (24 de Novembro de 1942 - 17 de Fevereiro de 1943) |
| Generalleutnant Ralph Graf von d'Oriola  | (17 de Fevereiro de 1943 - 3 de Maio de 1943)      |
| Generalleutnant Philipp Müller-Gebhard   | (3 de Maio de 1943 - 1 de Novembro de 1943)        |
| Generalleutnant Erwin Menny              | (1 de Novembro de 1943 - 20 de Novembro de 1943)   |
| Generalleutnant Dr. Hermann Hohn         | (20 de Novembro de 1943 - 25 de Março de 1944)     |
| Generalmajor Karl Arning                 | (10 de Junho de 1944 - 19 de Junho de 1944)        |
| General der Kavallerie Gustav Harteneck  | (19 de Junho de 1944 - 1 de Julho de 1944)         |
| Generalleutnant Dr. Hermann Hohn         | (1 de Julho de 1944 - 20 de Abril de 1945)         |
| Generalleutnant Hugo Beißwänger          | (20 de Abril de 1945 - 8 de Maio de 1945)          |

## Área de Operações
- Frente Ocidental (Setembro de 1939 - Maio de 1940)
- França (Maio de 1940 - Abril de 1941)
- Balcãs (Abril de 1941 - Julho de 1941)
- Frente Oriental, Setor Sul (Julho de 1941 - Setembro de 1942)
- Frente Oriental, Setor Central (Setembro de 1942 - Dezembro de 1943)
- Frente Oriental, Setor Sul (Dezembro de 1943 - Março de 1944)
- Polônia (Junho de 1944 - Março de 1945)
- Tchecoslováquia  (Março de 1945 - Maio de 1945)

## Ordem de Batalha

### 1942
- Grenadier-Regiment 105
- Grenadier-Regiment 124
- Grenadier-Regiment 266
- Radfahr-Abteilung 172
- Artillerie-Regiment 172
- Pionier-Bataillon 72
- Panzerjäger-Abteilung 72
- Nachrichten-Abteilung 72
- Feldersatz-Bataillon 172
- Versorgungseinheiten 172

### 1944-1945
- Grenadier-Regiment 105
- Grenadier-Regiment 124
- Grenadier-Regiment 266
- Füsilier-Bataillon 72
- Artillerie-Regiment 172
- Pionier-Bataillon 72
- Panzerjäger-Abteilung 72
- Nachrichten-Abteilung 72
- Feldersatz-Bataillon 172
- Versorgungseinheiten 172

## Serviço de Guerra
| Data                 | Corpo      | Exército           | Grupo de Exércitos | Área           |
| -------------------- | ---------- | ------------------ | ------------------ | -------------- |
| Out 39               | XXIII      | 6º Exército        | B                  | Mosel-Saar     |
| Dez 39               | XXIII      | 16º Exército       | A                  | Model-Saar     |
| Mai 40               | Reserva    | OKH                |                    | Thüringen      |
| Jun 40               | XXXXIV     | 6º Exército        | B                  | Frankreich     |
| Jul 40               | II         | 4º Exército        | B                  | Frankreich     |
| Ago 40               | XI         | 4º Exército        | B                  | Bretagne       |
| Set 40               | XI         | 6º Exército        | C                  | Bretagne       |
| Out 40               | XXII       | 2º Exército        | C                  | Paris          |
| Nov 40               | XXXIX      | 1º Exército        | D                  | Paris          |
| Dez 40               | XI         | 1º Exército        | D                  | Paris          |
| Jan 41-Mar 41        | XXX        | 12º Exército       |                    | Rumänien       |
| Abr 41-Mai 41        | XVIII      | 12º Exército       |                    | Griechenland   |
| Jun 41-Jul 41        | Reserva    | 11º Exército       | Süd                | Rumänien       |
| Ago 41-Set 41        | LIV        | 11º Exército       | Süd                | Südukraine     |
| Out 41-Fev 42        | XXX        | 11º Exército       | Süd                | Krim           |
| Mar 42-Mai 42        | Reserva    | 11º Exército       | Süd                | Krim           |
| Jun 42-Jul 42        | XXX        | 11º Exército       | Süd                | Sewastopol     |
| Ago 42               | LIV        | 11º Exército       | Süd                | Krim           |
| Set 42-Fev 43        | XXVII      | 9º Exército        | Mitte              | Rshew          |
| Mar 43               | Reserva    | 2º Exército Panzer | Mitte              | Orel           |
| Abr 43-Jun 43        | XX         | 2º Exército Panzer | Mitte              | Orel           |
| Jul 43               | XX         | 9º Exército        | Mitte              | Orel           |
| Ago 43               | XXXXVI     | 9º Exército        | Mitte              | Orel           |
| Set 43               | XXXV       | 9º Exército        | Mitte              | Brjansk        |
| Out 43               | XXXVIII    | 8º Exército        | Süd                | Dnjepr, Kiew   |
| Nov 43-Dez 43        | III        | 8º Exército        | Süd                | Tscherkassy    |
| Jan 44-Fev 44        | XI         | 8º Exército        | Süd                | Tscherkassy    |
| Mar 44               | Reformando |                    |                    | Hrubieszow     |
| Abr 44-Jul 44        | XXXXII     | 4º Exército Panzer | Nordukraine        | Lemberg, Kowel |
| Ago 44-Set 44 (Kgr.) | XXXXII     | 4º Exército Panzer | Nordukraine        | Baranow        |
| Out 44-Jan 45        | XXXXII     | 4º Exército Panzer | A                  | Baranow        |
| Fev 45 (Kgr.)        | XXIV       | 4º Exército Panzer | Mitte              | Oder           |
| Mar 45 (Kgr.)        | V          | 4º Exército Panzer | Mitte              | Lausitz        |
| Abr 45               | LVII       | 4º Exército Panzer | Mitte              | Lausitz        |
| Mai 45               | GD         | 4º Exército Panzer | Mitte              | Erzgebirge     |